# Jüdischer Friedhof (Romanswiller)

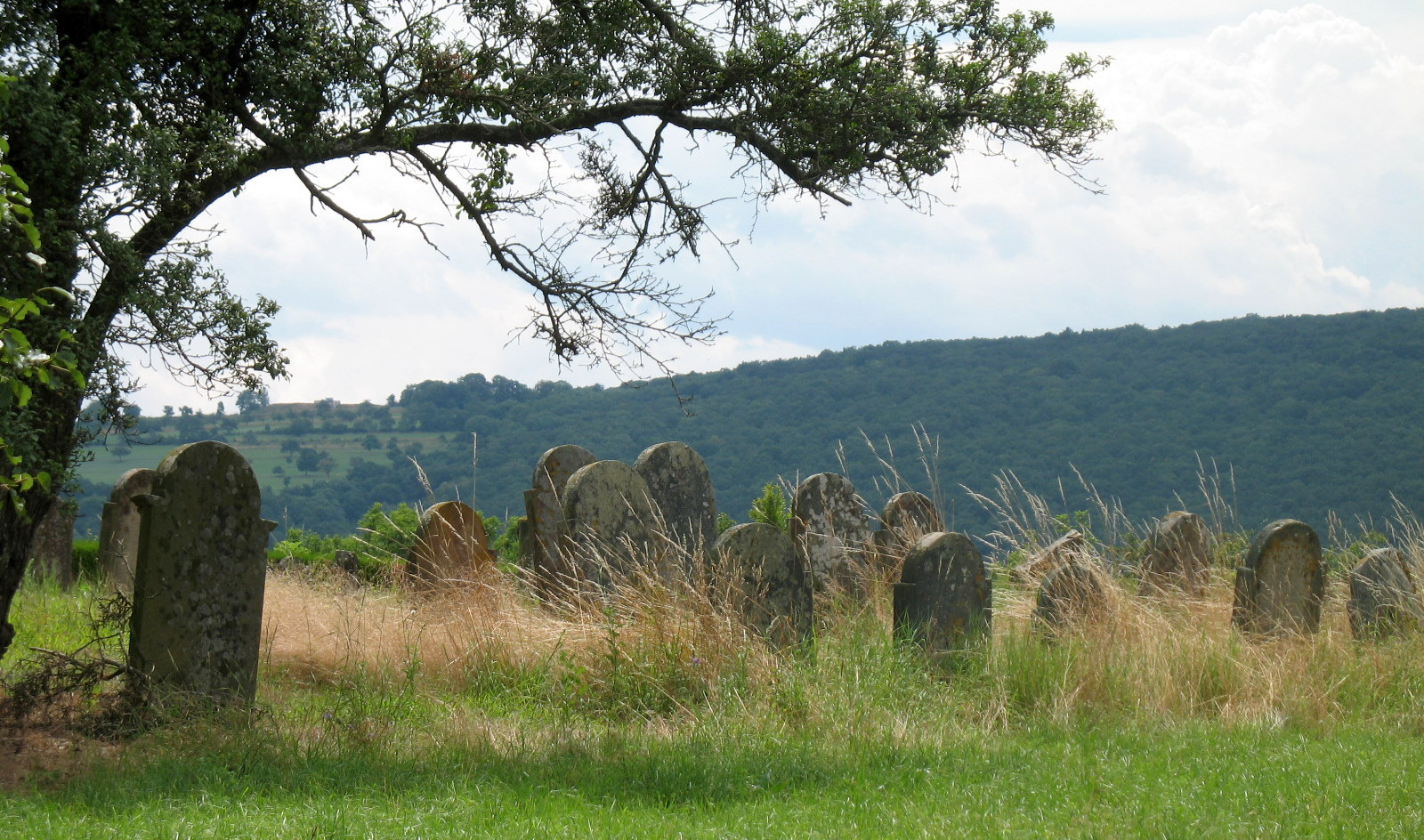
Jüdischer Friedhof Romanswiller

Der Jüdische Friedhof in Romanswiller, einer französischen Gemeinde im Département Bas-Rhin der Region Grand Est, wurde vermutlich im 18. Jahrhundert angelegt. Der jüdische Friedhof liegt unweit des kommunalen Friedhofes, etwa 100 Meter nordwestlich an der Rue des Vignes.

## Geschichte
Der jüdische Friedhof in Romanswiller wurde mehrfach erweitert, denn er diente auch zur Bestattung der Toten der jüdischen Gemeinden von Wasselonne, Odratzheim und anderen Orten. Er wird auch heute noch belegt.
Auf einem Gedenkstein wird an die 25 aus Romanswiller, acht aus Wasselonne und vier aus Odratzheim in der Zeit des Nationalsozialismus deportierten und ermordeten jüdischen Gemeindemitglieder gedacht.